# 湯米·卡明斯
湯米·卡明斯（Tommy Cummings，1928年9月12日—2009年7月12日）是一個英國足球員和經理。
卡明斯在桑德蘭出生，而且他在Hylton Colliery Juniors開始他的足球生涯。他身為中後衛，他在 1947年被邀請到斯特拉斯堡在少年國際比賽中代表英國。同年，他和般尼足球會簽署了專業契約， 也選擇繼續他的學徒的身分，當採礦工程師。